# Liste d'élections en 1947
Chronologie des élections
- 1943
- 1944
- 1945
- 1946
- 1947
- 1948
- 1949
- 1950
- 1951

Cette liste recense les élections organisées durant l'année 1947. Elle inclut les élections législatives et présidentielles nationales dans les États souverains, ainsi que les principaux référendums.
À l'issue de la Seconde Guerre mondiale, l'Europe de l'ouest a renoué avec la démocratie - à l'exception de l'Espagne et du Portugal, soumises à des dictatures de droite ou d'extrême-droite cléricales. En Europe de l'est, à l'inverse, l'Union soviétique consolide son emprise. Des élections truquées renforcent le pouvoir des communistes en Pologne (janvier) et en Hongrie (août). L'Estonie, intégrée de force à l'URSS, connaît en février des élections à parti unique.
Par ailleurs, les processus d'indépendance sont enclenchés dans les empires coloniaux français et britannique. Des élections démocratiques préparent l'obtention de l'indépendance en Birmanie (avril) et au Ceylan (septembre). Les protectorats français du Laos (août) et du Cambodge (décembre) élisent eux aussi leurs assemblées nationales. Officiellement, l'accès à la souveraineté n'y est pas à l'ordre du jour, mais la pression indépendantiste se développe dans un cadre d'autonomie accrue.

## Par mois

### Janvier
| Date             | Pays      | Élections                      | Notes | Résultats |
| ---------------- | --------- | ------------------------------ | --- | --- |
| 5 janvier        | Bolivie   | Législatives et présidentielle | | Parlement sans majorité. Le Parti de l'unité républicaine et socialiste (conservateur et libéral, malgré son nom) obtient une majorité relative des sièges, devant notamment le Parti de la gauche révolutionnaire (communiste). Enrique Hertzog (PURS) est élu président de la République avec 47,2 % des voix, devançant de peu Luis Femando Guachalla (candidat de l'union des partis de gauche).                                                                                       |
| 19 janvier       | Pologne   | Législatives                   | Premières élections depuis la Seconde Guerre mondiale. Les partis de droite ont été interdits, car accusés d'avoir collaboré avec les nazis. Ces élections se déroulent dans un contexte de forte intimidation des électeurs, et d'arrestation d'opposants. De nombreux candidats d'opposition voient leur candidature rejetée. Le scrutin est par ailleurs entaché de fraudes massives. | Le « Bloc démocratique » (liste d'union du Parti ouvrier (marxiste-léniniste), du Parti socialiste et du Parti démocratique (social-libéral)) remporte officiellement une très large majorité des sièges. Le Parti populaire (centriste, agrarien), principal parti d'opposition, n'obtient officiellement que 10,5 % des voix et une trentaine de sièges. Józef Cyrankiewicz (Parti socialiste), résistant socialiste durant la période d'occupation allemande, devient premier ministre. |
| 24 au 26 janvier | Guatemala | Législatives                   | Élection de la moitié du Congrès. C'est la période de la Révolution guatémaltèque, ou des « Dix années de printemps » : une décennie de démocratie et de politiques sociales progressistes sous le président Juan José Arévalo, entre deux périodes de dictatures appuyées par les États-Unis.                                                                                           | Le Parti de l'action révolutionnaire (gauche, agrarien) remporte une large majorité des sièges. |

### Février
| Date       | Pays          | Élections                      | Notes | Résultats |
| ---------- | ------------- | ------------------------------ | --- | --- |
| 2 février  | Nicaragua     | Législatives et présidentielle | Ces élections sont entachées de fraudes. | L'alliance du Parti nationaliste libéral (conservateur, autoritaire) et du Parti nationaliste conservateur conserve la majorité absolue des sièges. Leur candidat Leonardo Argüello Barreto est élu président de la République avec 61,8 % des voix, devant Enoc Aguado (le candidat du Parti conservateur traditionnel et du Parti libéral indépendant). |
| 16 février | RSS d'Estonie | Législatives                   | Premières élections depuis la proclamation de la République socialiste soviétique d'Estonie. Les autorités présentent une liste unique de candidats ; les citoyens sont invités à voter pour ou contre. | Les candidats membres du Parti communiste ou affiliés au parti remportent tous les sièges, avec officiellement un taux d'approbation de 96,5 %. Eduard Päll devient président du Soviet suprême. |

### Mars
| Date    | Pays     | Élections    | Notes                                                                                   | Résultats                                                                   |
| ------- | -------- | ------------ | --------------------------------------------------------------------------------------- | --------------------------------------------------------------------------- |
| 16 mars | Colombie | Législatives | Élection des deux chambres du Parlement. Première élection du Sénat au suffrage direct. | Le Parti libéral conserve la majorité absolue des sièges aux deux chambres. |

### Avril
| Date           | Pays     | Élections    | Notes | Résultats |
| -------------- | -------- | ------------ | --- | --- |
| 1er avril      | Danemark | Législatives | Élection de la chambre haute, le Landsting. La chambre basse est élue en octobre.                                                       | Parlement sans majorité. Les Sociaux-démocrates conservent leur majorité relative des sièges. |
| 9 avril        | Birmanie | Législatives | Ces élections préparent l'indépendance du pays (qui est une colonie britannique) en 1948. Il s'agit d'élire une assemblée constituante. | La Ligue anti-fasciste pour la liberté du peuple (union des socialistes et des communistes, formée initialement pour lutter contre l'occupation japonaise durant la guerre) remporte une très large majorité des sièges. Aung San, considéré comme le père de l'indépendance, demeure premier ministre du gouvernement autonome de transition vers l'indépendance. Il est toutefois assassiné en juillet ; U Nu lui succède. La Birmanie devient un État indépendant le 4 janvier 1948. |
| 20 et 25 avril | Japon    | Législatives | Élection des deux chambres du Parlement.                                                                                                | Alternance. Parlement sans majorité. Le Parti socialiste obtient la majorité relative des sièges dans les deux chambres. Tetsu Katayama (Parti socialiste) est nommé premier ministre à la tête d'un gouvernement de coalition. |

### Mai
| Date   | Pays                   | Élections    | Notes | Résultats |
| ------ | ---------------------- | ------------ | --- | --- |
| 16 mai | République dominicaine | Législatives | Le pays à cette date est une dictature corrompue et un État policier, fondé sur un culte de la personnalité. Pour la première fois depuis 1924, les élections sont multipartites, avec un choix entre plusieurs candidats, du moins en apparence. | Le Parti dominicain conserve tous les sièges au Congrès, et son chef Rafael Trujillo est réélu président de la République avec 93 % des voix, devant deux autres candidats. |
| 25 mai | Liban                  | Législatives | Le Liban est un État indépendant depuis 1943. | La plupart des députés sont élus sans étiquette. Riad El Solh demeure premier ministre.                                                                                     |

### Juin
Il n'y a pas d'élections nationales en juin 1947.

### Juillet
| Date            | Pays    | Élections    | Notes | Résultats |
| --------------- | ------- | ------------ | --- | --- |
| 6 juillet       | Espagne | Référendum   | L'Espagne à cette date est une dictature national-catholique, à parti unique. Le dictateur Francisco Franco soumet au peuple par référendum une proposition de restauration de la monarchie après sa mort. Franco serait officiellement régent à vie, dans l'intérim. | Officiellement, la proposition est approuvée par 95,1 % des votants.                                                                                    |
| début juillet   | Iran    | Législatives | | Alternance. Le Front national (social-démocrate, progressiste, laïc) obtient la majorité absolue des sièges. Ebrahim Hakimi est nommé premier ministre. |
| 7 et 18 juillet | Syrie   | Législatives | Premières élections après l'indépendance du pays en 1946. | La plupart des députés sont élus sans étiquette. Jamil Mardam Bey demeure premier ministre.                                                             |

### Août
| Date    | Pays                         | Élections    | Notes | Résultats |
| ------- | ---------------------------- | ------------ | --- | --- |
| 3 août  | Nicaragua                    | Législatives | Ces élections font suite à un coup d'État. Le 26 mai, par l'usage de la force, l'ancien président Anastasio Somoza García contraint le Congrès de se réunir et de prononcer la destitution du président Leonardo Argüello Barreto, contraint à l'exil au Mexique. Le 3 août sont organisées des élections législatives pour la formation d'une assemblée constituante. Les libertés publiques sont suspendues et le Parti socialiste (communiste) est interdit. Le déroulement des élections est frauduleux. | Le Parti nationaliste libéral (conservateur, autoritaire), parti à la fois du président déchu et de Somoza, remporte une très large majorité des sièges. Le nouveau Congrès nomme Víctor Manuel Román y Reyes (un parent de Somoza) à la présidence de la République. |
| 24 août | Protectorat français du Laos | Législatives | La Laos à cette date est un État associé à l'Union française. | Tous les députés sont élus sans étiquette. Le prince Souvannarath (sans étiquette) demeure premier ministre. |
| 31 août | Hongrie                      | Législatives | Le scrutin est entaché d'importantes fraudes en faveur des communistes. | Parlement sans majorité. Le Parti communiste obtient une majorité relative des sièges (22,5 % des sièges). Avec ses alliés du Parti social-démocrate et du Parti national paysan (agrarien), il dispose de près de 46 % des sièges. La coalition d'unité nationale est maintenue, avec István Dobi (issu de l'aile gauche pro-communiste du Pari indépendant des petits propriétaires) comme premier ministre. |

### Septembre
| Date                    | Pays   | Élections    | Notes                                                                                     | Résultats |
| ----------------------- | ------ | ------------ | ----------------------------------------------------------------------------------------- | --- |
| 23 août au 20 septembre | Ceylan | Législatives | Ces élections préparent l'indépendance du pays (qui est une colonie britannique) en 1948. | Le Parti national uni (conservateur) et le parti All Ceylon Tamil Congress (nationalisme ethnique) obtiennent à eux deux la majorité absolue des sièges, et forment un gouvernement de coalition. Don Stephen Senanayake (PNU) devient premier ministre. Le pays accède à l'indépendance le 4 février 1948. |

### Octobre
| Date             | Pays     | Élections    | Notes                                                                                               | Résultats |
| ---------------- | -------- | ------------ | --------------------------------------------------------------------------------------------------- | --- |
| 20 octobre       | Jordanie | Législatives | La Jordanie, ancien protectorat britannique, est un État indépendant depuis 1946.                   | Tous les députés sont élus sans étiquette. Samir al-Rifai demeure premier ministre. |
| 26 octobre       | Suisse   | Législatives | | Parlement sans majorité. Alternance. Le Parti radical-démocratique (centre-droit, libéral-conservateur) obtient une majorité relative des sièges au Conseil national. Le Parti conservateur populaire conserve sa majorité relative au Conseil des États. |
| 25 au 27 octobre | Malte    | Législatives | Malte à cette date est une colonie de l'Empire britannique, mais jouit d'un fort degré d'autonomie. | Le Parti travailliste (centre-gauche) conserve la majorité absolue des sièges. Paul Boffa devient premier ministre. |
| 28 octobre       | Danemark | Législatives | Élection de la chambre basse, le Folketing. La chambre haute a été élue en avril.                   | Parlement sans majorité. Les Sociaux-démocrates conservent leur majorité relative des sièges. Hans Hedtoft est nommé premier ministre. |

### Novembre
Il n'y a pas d'élections nationales en novembre 1947.

### Décembre
| Date        | Pays                             | Élections                      | Notes                                                                                 | Résultats |
| ----------- | -------------------------------- | ------------------------------ | ------------------------------------------------------------------------------------- | --- |
| 14 décembre | Venezuela                        | Législatives et présidentielle | Premières élections véritablement démocratiques (sans fraudes importantes).           | Le parti Action démocratique (socialiste) conserve la majorité absolue des sièges. Son candidat Rómulo Gallegos est élu président de la République avec 74,3 % des voix, devant deux autres candidats. |
| 21 décembre | Protectorat français du Cambodge | Législatives                   | Depuis 1946 le Cambodge est un État associé à la France, membre de l'Union française. | Le Parti démocrate (centre-gauche, indépendantiste) obtient la majorité absolue des sièges. Le prince Sisowath Vatchayavong (démocrate) demeure premier ministre.                                      |